# Genappe

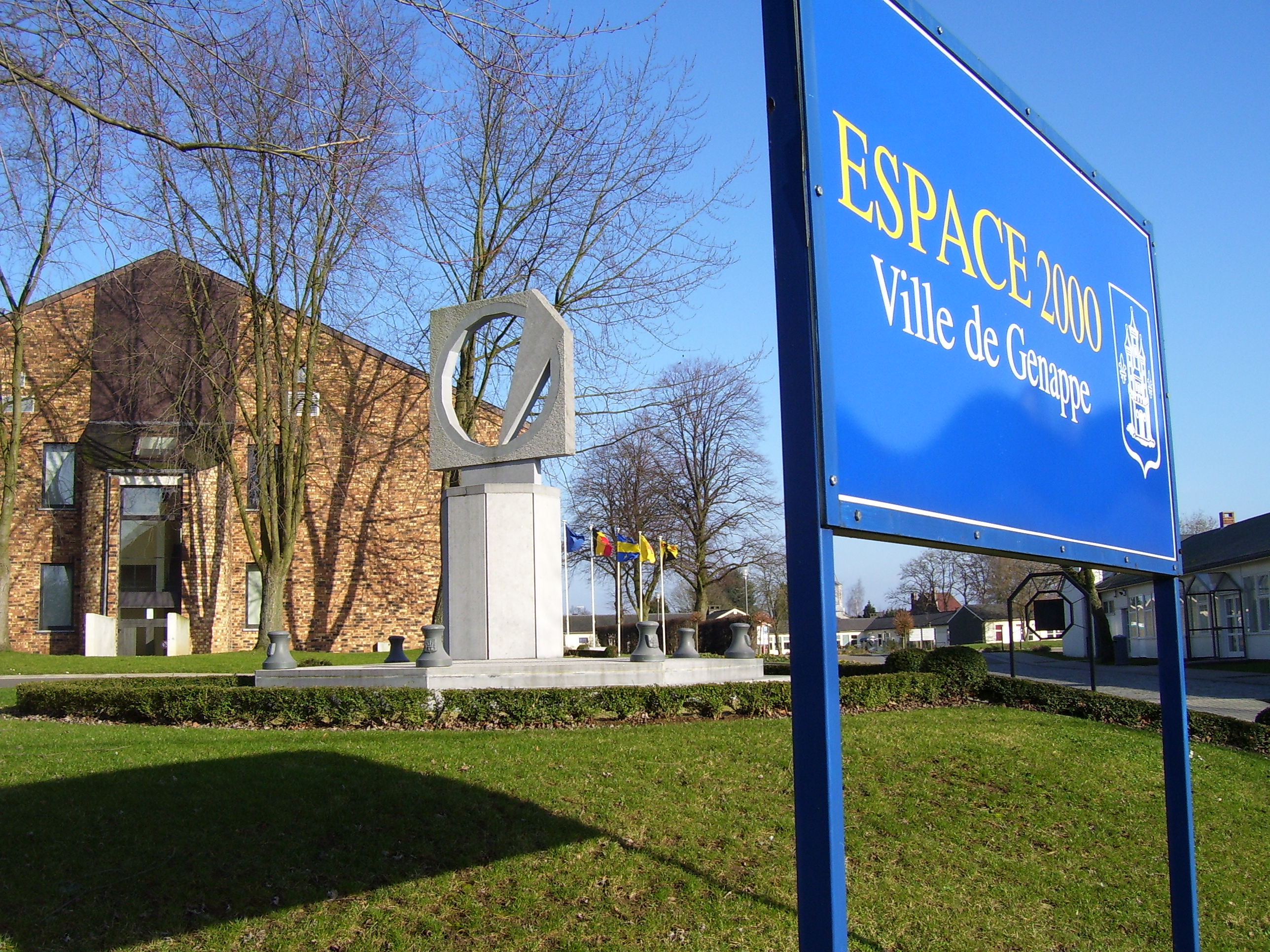
Rådhus av Genappe

Genappe (vallonska: Djinape, nederländska: Genepiën) är en kommun i den franskspråkiga provinsen Vallonska Brabant i Belgien. Den består av åtta ortsdelar Baisy-Thy, Bousval, Genappe, Glabais, Houtain-le-Val, Loupoigne, Vieux-Genappe och Ways.